# Grupo Desportivo Serzedelo
O Grupo Desportivo Serzedelo é um clube Português, localizado na freguesia de Serzedelo, do concelho de Guimarães, Portugal. O atual presidente é Rui Almeida, que tomou posse em julho de 2024, para o biénio 2024-2026.
A equipa de seniores participa atualmente no campeonato da AF Braga 1ª Divisão Série E.

## História
O Grupo Desportivo Serzedelo (GD Serzedelo) foi fundado a 16 de abril de 1967. O clube, sediado em Serzedelo, no concelho de Guimarães, é um dos principais representantes da localidade no futebol português.
A equipa disputa os seus jogos em casa no Campo das Oliveiras, um estádio com capacidade para cerca de 4 000 espectadores. O campo é conhecido pela sua boa infraestrutura, com bar e restaurante incluído, ajudando no já apoio da torcida local.

## Histórico (inclui 07/08)
|                   | Nº Presenças | Títulos |
| ----------------- | ------------ | ------- |
| Temporadas na 1ª  | 0            |         |
| Temporadas na 2ª  | 0            |         |
| Temporadas na 2ªB | 0            |         |
| Temporadas na 3ª  | 13           |         |
| Taça de Portugal  | 14           |         |
| Taça da Liga      | 0            |         |

### Palmarés[3][1]
- Campeão 2ª Divisão AFB: 1984/85
- Campeão Taça da AFB: 1994/95, 1995/96, 2003/04
- Campeão Divisão de Honra AFB: 2006/07, 2018/19

## Equipamento
A equipa enverga equipamento camisola amarela e calções verdes.